# Јељша
Јељша (рус. Ельша) река је у европском делу Русије која протиче преко територија Смоленске и Тверске области.
Јељша је отока језера Сапшо, из којег истиче југоисточно од вароши Пржеваљскоје у Демидовском рејону Смоленске области. Тече у смеру севера и након 68 km тока улива се у реку Межу као њена лева притока (притока Западне Двине и део басена Балтичког мора). По територији Тверске области тече дужином од око 10 km. Укупна површина басена је око 1.450 km².
Највећа је река која протиче преко територије националног парка Смоленско појезерје.
Њене најважније притоке су Васиљевка, Сермјатка, Скритејка и Должица са десне, и Иљжица са леве стране. Протиче кроз неколико мањих језера, а њене обале су доста ниске и замочварене (посебно у средњем делу тока) и обрасле су шумама.